# Station Saint-Loubès
Station Saint-Loubès is een spoorweghalte in de Franse gemeente Saint-Loubès.